# Grafton County
Grafton County je okres amerického státu New Hampshire. Správním sídlem je město Haverhill. Největší město okresu je Lebanon. Byla založena v roce 1769 a je pojmenována podle britského státníka Augusta Firzroye.

## Sousední okresy
| Růžice kompasu | Caledonia County, Vermont | Essex County, Vermont              | Coos County    | Růžice kompasu |
| Růžice kompasu | Orange County, Vermont    | Sever                              | Carroll County | Růžice kompasu |
| Růžice kompasu | Orange County, Vermont    | Grafton County                     | Carroll County | Růžice kompasu |
| Růžice kompasu | Orange County, Vermont    | Jih                                | Carroll County | Růžice kompasu |
| Růžice kompasu | Windsor County, Vermont   | Merrimack County a Sullivan County | Belknap County | Růžice kompasu |